# Metagonimus ciureanus
Metagonimus ciureanus ist ein zu den Saugwürmern gehörender Parasit aus der Familie der Heterophyidae. Er ist im Mittleren Osten und im Südkaukasus verbreitet, allerdings selten. Natürliche Endwirte sind Hunde und Katzen. Das zoonotische Potential, also eine mögliche Infektion des Menschen, ist gering, da im Verbreitungsgebiet Fisch gewöhnlich entschuppt und gegart verzehrt wird.

## Merkmale
Metagonimus ciureanus hat einen schlank-birnenförmigen Körper, der am Übergang vom ersten zum zweiten Drittel am breitesten ist. Die Körperoberfläche ist, außer am Hinterende und um den Ventrogenitalsack, mit Dornen besetzt. Der Mundsaugnapf liegt subterminal und trägt keine Dornen oder Anhänge. An den Lippen des Mundsaugnapfs sitzen mehrere, vermutlich sensorische Papillen. Der Pharynx ist oval und muskulös. Der lange Ösophagus verläuft gerade, die Darmgabel liegt prääquatorial. Die beiden Blinddärme sind eng und lang und reichen nicht bis an das Hinterende und den Vorderrand der Hoden hinaus. Ihr Endabschnitt ist leicht nach außen gebogen.
Der Ventrogenitalkomplex ähnelt Metagonimus romanicus. Die beiden Hoden liegen bauchseitig und sind breitoval bis rund. Metagonimus ciureanus unterscheidet sich von allen anderen Metagonimus-Arten dadurch, dass die Hoden symmetrisch angeordnet sind. Cirrus, Cirrussack und Pars prostatica fehlen. Der Ejakulationsgang ist kurz, dickwandig, verbindet sich mit dem Metraterm und bildet so einen dickwandigen Zwittergang (Genitalatrium), der in den Ventrogenitalsack mündet.
Das Ovar ist kompakt, glatt, rundlich und liegt median zwischen Samenbläschen und Hoden. Das querovale Receptaculum seminis ist voluminös und liegt rückenseitig, seitlich hinter dem Ovar. Ein Laurer-Kanal fehlt. Das Vitellarium wird aus relativ wenigen Dotterkugeln gebildet und liegt im hinteren Drittel des Körpers. Bauchseitig bildet es ein kurzes Band zwischen Ovar und Hoden, rückenseitig sind die Follikel zwischen Receptaculum seminis und Hoden eingestreut. Der schlauchartige Uterus bildet mehrere Schlingen zwischen Bauchsaugnapf und den Hoden und überdeckt die Hoden etwa zur Hälfte. Die Eier sind dickschalig und bedeckelt.
Das Exkretionsbläschen liegt bauchseitig und hat die Form eines leicht asymmetrischen Ypsilons. Der linke Schenkel reicht bis zum Ovar, der rechte bis zum Receptaculum seminis. Die Exkretionpore liegt rückenseitig hinten.

## Lebenszyklus
Wie alle Plagiorchiida hat der Parasit zwei Zwischenwirte. Das Spektrum der ersten Zwischenwirte (Süßwasserschnecken) ist nicht genau bekannt, Zerkarien wurden in mehreren Melanopsis-Arten nachgewiesen. Zweiter Zwischenwirt sind Süßwasserfische. Es gibt Berichte von Funden der Metazerkarien in den Buntbarschen Tristramella simonis und Sarotherodon galilaeus,  in Karpfenfischen wie Carasobarbus canis, Garra-Arten sowie in der Großkopfmeeräsche und in Lichia glauca. Einige dieser Nachweise sind jedoch unsicher, denn sie könnten Metazerkarien anderer Heterophyidae darstellen. Die Metazerkarien liegen in Zysten in den Schuppen und werden vom Endwirt mit dem Fisch aufgenommen.